# Thaiderces djojosudharmoi
Espèce
Synonymes
- Psiloderces djojosudharmoi Deeleman-Reinhold, 1995

Thaiderces djojosudharmoi est une espèce d'araignées aranéomorphes de la famille des Psilodercidae.

## Distribution
Cette espèce est endémique de Sumatra en Indonésie. Elle se rencontre dans le parc national de Kerinci Seblat.

## Description
La carapace du mâle holotype mesure 0,7 mm de long sur 0,6 mm et l'abdomen 1,0 mm de long et la carapace de la femelle paratype mesure 0,7 mm de long sur 0,7 mm et l'abdomen 1,0 mm de long.

## Étymologie
Cette espèce est nommée en l'honneur de Suharto Djojosudharmo.

## Publication originale
- Deeleman-Reinhold, 1995 : The Ochyroceratidae of the Indo-Pacific region (Araneae). The Raffles Bulletin of Zoology Supplement, no 2, p. 1-103 (texte intégral).